# セックスショー

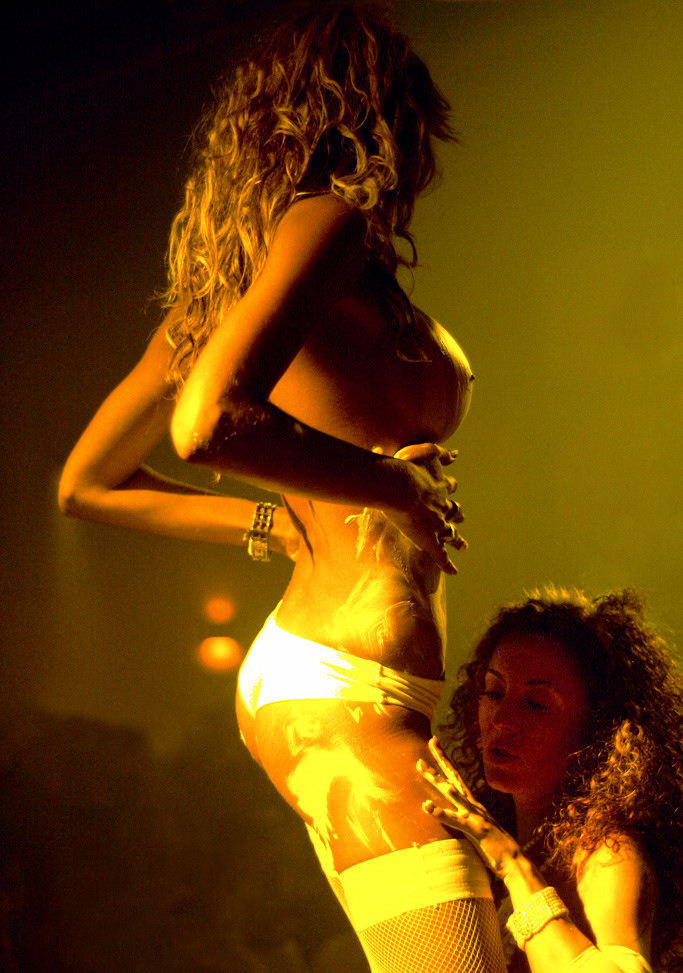
女性同士の絡みをライブで見せる、スペイン、グラナダのセックスショー。2007年撮影。

セックスショー（英語: sex show）は、単独または複数の演者たちが何らかの性行為を行う様子を舞台上で演じ、観衆に娯楽ないし性的満足を提供する、実演興行の一形態。演者たちは、観衆から、ないしは、ショーの興行主から、報酬を得る。演じる内容は、実際の、あるいは、演技としての自体愛であったり、他の演者と絡む性行為などである。演技内容は、演劇のような形態を取ることもあれば、ピープショーの形態をとることもある。急成長をしているセックスショーの形態として、カムガールなどと称される演者によるWebカメラを使った実演があり、そこでは視聴者はリアルタイムで展開されるショーを視聴したり、演者とやりとりをしたりすることが可能である。
セックスショーは、ストリップティーズ、ポールダンス、ラップダンスなど、脱衣と、ヌードないしセミヌードでのダンス以外には性的行為を含まない類のエンターテイメントとは区別される。ただし、逆にセックスショーにおける演目の一部としてこれらのダンスが組み込まれることはある。セックスショーにおける性行為は、通常の売春とは異なり、観客や、金を支払う顧客を相手に行われることはなく、もっぱら演者たちの間だけで行われるが、演目の一部として観客を舞台に上げて、演者と絡む演出を組み込むこともある。セックスショーは、性産業の他の分野と重複する面もあり得る。例えば、ストリップ・クラブは、ライブのセックスショーを見せることもあり得るし、娼婦がパトロンの求めに応じて、他の娼婦とセックスを演じることもあり得る。

## 事例

### アムステルダム
オランダ、アムステルダムの赤灯地区デ・ワレンには、セックスショーを見せる場所として、3ヶ所のホステス・バー「Bananen Bar」、「Moulin Rouge」、「Casa Rosso」があり、それらの店に設えられた舞台上では、性行為など様々なピンポン・ショーの類が披露されている。客には女性観光客も多いとされる。
2014年の時点の「カーサ・ロッソ」では、全部で1時間ほどのセットとなるレズビアンショーや観客参加型ショー、本番セックスなどを含む7演目が、夜7時以降、繰り返し演じられていた。

### タイ王国
タイ王国ではバンコクのパッポン通りや、パッタヤーのウォーキング通り、プーケット島のバングラ・ロード (Bangla Road)、チエンマイのターペー門 (Ta Pae Gate) などに多数のピンポン・ショーを披露する店がある。
2013年9月、歌手リアーナがTwitterでプーケットで行われていたセックスショーに言及したところ、これを契機として、ショーを見せていた飲食店のオーナーが翌10月に当局に逮捕されるという事件に発展し
た。

## 合法性
セックスショーは、様々な法規制の下に置かれており、免許制度や、地域による区域規制などに従わなければならない。地域によっては、セックスショーは売春の一形態と見なされる。セックスショーの内容は、わいせつに関する全国的、ないし、地域的規制や、その他の法規に従わなければならない。ストリップティーズは認められてるが、性行為は一切認められていないという地域もあれば、実際にではなく演技としての性行為や自慰行為であれば認めるところもあり、さらに、録画されたポルノグラフィで許されていることであれば何でもライブで実演できるというところもある。2010年現在、法的に実演が許されている最も一般的な性行為は自慰行為である。世界各地の都市や国の一部では、複数の演者による性行為のライブが合法である。カムガールなどによる、Webカメラを用いた演技は、あまり規制されていない。